# Himarë
Himarë/ Himara  es un municipio albanés  del condado de Vlorë. Aparte de la ciudad de Himara, la región está formada por otros siete pueblos: Dhërmi Pilur, Kudhës, Qeparo/,Vuno, Iliaz y Palas.
Himarë es conocida por su gran contribución en la historia de Albania,  por su resistencia contra los otomanos hasta la liberación de Albania en 1912. Su canción polifónica forma parte de la polifonía albanesa reconocida como patrimonio de la humanidad en 2005. 
Uno de los grandes poetas y autor de canciones polifónicas albanesas de Himarë fue, Neço Muka que durante su estancia en París grabó varias canciones de la tradición de Himara, entre ellas se destacan la canción dedicada a Ismail Qemali, padre de la independencia Albania, o Shqiperi o vend i bukur. ( Bella Albania) 
Muchas de Colonias albanesas que se establecieron en el sur de Italia, después de la muerte del gran héroe albanés  Jorge Castriota Scanderbeg provienen de Himara
Himara está predominantemente poblada por una comunidad ortodoxa 
de etnia albanesa,En Himare, pueblo de Dhërmi, nació el padre de la prosa moderna albanesa, Petro Marko que participó en la  guerra civil española. 

## Geografía
La región de Himarë está formada por montañas altas ( ~ 2000 m ), llamadas Llogara (conocidas en la antigüedad y en griego como las montañas Ceraunias) descendiendo abruptamente hasta el mar. Hay largas playas de arena blanca y las pocas colinas cerca del mar tienen terrazas y están plantadas con olivos y cítricos.

## Historia

Mapa con la ubicación aproximada de algunas de las principales ciudades del antiguo Epiro donde se aprecia la ubicación de Quimera.

En la antigüedad la región fue habitada por la tribu griega de los caones. Los caones fueron una de las tres principales tribus de habla griega de Epiro, junto con los tesprotos y los molosos. La ciudad de Himara se cree que fue fundada como Chimaira (en griego, Χίμαιρα), de los caones como un puesto de comercio en la costa caonia. Sin embargo, otra teoría señala que el nombre sugiere que viene del griego χείμαρρος (cheimarros, "queimarros"), que significa "torrente".
En la Antigüedad clásica, Himarë formaba parte del reino de Epiro bajo el imperio de los eácidas molosos, que incluía el rey Pirro de Epiro. Cuando la región fue conquistada por los romanos en el siglo II a. C., sus asentamientos fueron gravemente dañados y algunos fueron destruidos por el general romano Emilio Paulo.

### Edad Media y comienzos de los tiempos modernos
Himarë y el resto del norte de Epiro pasó a manos del Imperio Bizantino, tras la caída de Roma, pero al igual que el resto de la región se convirtió en el blanco de frecuentes ataques, incluyendo, los godos, los ávaros, los eslavos, los búlgaros, los sarracenos y los normandos. Himarë se menciona en la obra de Procopio de Cesarea llamada Edificios en el año 544 como Chimaeriae. La menciona como parte del antiguo Epiro y dice que se había construido una nueva fortaleza en este sirio.
En 614 la tribu eslava de los Baiounetai invadieron la zona y controlaron una región que iba desde Himarë hasta Margariti llamada Vagenetia.
El uso del nombre "Caonia", en referencia a la región aparentemente desapareció durante el siglo XII, la última vez que se registra (en un documento bizantino referido a la recolección de impuestos).
El Imperio otomano invadió el norte del Epiro a partir de finales del siglo XIV, pero al ser una fortaleza natural, Himarë fue la única región que no se sometió a la dominación otomana turca. Se convirtió en un símbolo de la resistencia a los turcos, pero sufrió un casi continuo estado de guerra. En el verano de 1473 el revolucionario griego Ioannis Vlasis, con una pequeña unidad de la vecina Corfú, así como con soporte nativo de Himariot, tomó el control de toda la región costera a partir de Sagiada hasta Himarë, pero cuando acabó en 1479 la guerra turco-veneciana, la región quedó de nuevo en manos otomanas. En 1481, un año después de que los otomanos desembarcasen en Otranto en el sur de Italia, los himariotas se unieron a las fuerzas de Gjon Kastrioti, hijo de Skanderbeg en su levantamiento contra los otomanos. El levantamiento fracasó, pero los himariotas se alzaron de nuevo en 1488, y entre 1494-1509, desestabilizando el control turco, pero no lograron liberar a su territorio. Tras la rebelión de 1482 varias familias himariotas huyeron de la ciudad y se instalaron en Sicilia, donde se les concedió tierra cerca de Palermo, que posteriormente se convirtió en la aldea de Piana degli Albanesi, cuyos habitantes aún hablan un dialecto del albanés llamado arbëreshë.
El sultán otomano Solimán el Magnífico dirigió personalmente un gran ejército para tomar Himarë en 1537, dando lugar a una confrontación particularmente sangrienta, pero no decisiva. Tras este resultado, estableció una serie de leyes para regular la relación de Himarë con el Imperio. Incluían derechos tales como la exención de los himariotas de impuestos, el derecho a navegar bajo su propia bandera en cualquier puerto otomano, y el derecho a portar armas, mientras circulasen por el territorio otomano.
A pesar de este acuerdo, los otomanos posteriormente realizaron varios intentos sin éxito de conquistas Himarë, por primera vez en 1571, luego de nuevo en 1595, 1690 y 1713. En total, tres diferentes sultanes otomanos personalmente dirigieron las campañas militares contra Himara, y fracasaron cada uno de ellos. Durante estos años, el pueblo de Himara estableció estrechos vínculos con las ciudades-estado italianas, especialmente Nápoles y la poderosa República de Venecia, y después con Austria, que controlaba Corfú y el resto de las Islas Jónicas. En esta época, muchos himariotas emigraron al mundo exterior y volvieron con valiosos conocimientos. En 1848, una pequeña aldea como Dhermi podía jactarse dos médicos graduados en Atenas y Viena.
La primera escuela en la región se inauguró en 1627, donde las lecciones se impartían en el idioma griego. En los años siguientes (hasta 1633) escuelas de idioma griego abrió también en los pueblos de Dhërmi y Palasa.

### Desde 1799 hasta la actualidad

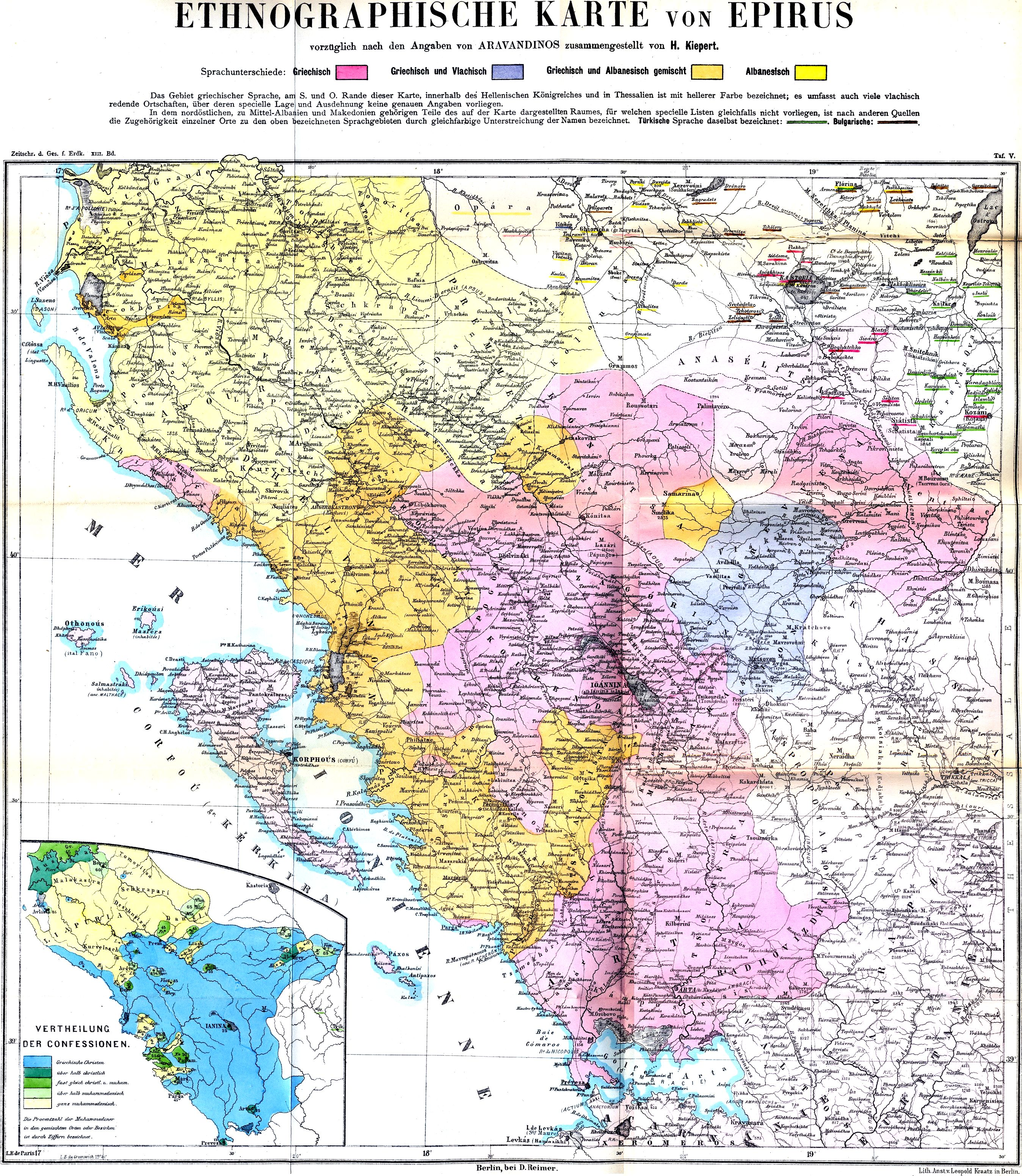
Mapa etnográfico de Epiro de 1878, con la región de Himarë subrayada.

En 1797, Ali Pasha, el gobernante musulmán albanés del otomano Pashalik de Yanina, dirigió un ataque contra la localidad de Himarë porque apoyaba a su enemigo, los Souliotes, y fueron masacrados más de seis mil civiles. Dos años más tarde, Ali Pasha intentó crear buenas relaciones con el himariotas después de declarar su parte enclave de su estado emergente semiindependiente, mediante la financiación de diversas obras públicas e iglesias. Una iglesia que él construyó, cerca de Himarë, frente al castillo de Porto Palermo (Panormos) es el más grande y más hermoso en la región y sigue en pie hoy en día como una importante atracción turística. El gobierno de Ali Pasha sobre Himarë duró alrededor de 20 años hasta que fue terminado abruptamente por su asesinato a manos de los agentes otomanos. Himarë posteriormente volvió a su anterior statu quo de un enclave rodeado de territorio otomano. Para enfatizar un estatuto especial de la región, los términos que los himariotas habían llegado con Suleimán el Magnífico fueron inscritos en tablillas de bronce, a petición de sus dirigentes, que quería grabar el acuerdo sobre un soporte duradero. Estas tabletas se conservan hasta hoy en el museo Topkapı en Estambul.
Cuando estalló la Guerra de independencia de Grecia (1821-1830) himariotas veteranos de los ejércitos ruso y francés tuvieron un papel importante en la lucha. En 1854, durante la Guerra de Crimea, estalló una gran rebelión local, siendo Himarë una de las primeras ciudades que se unió. Aunque el nuevo estado griego intentó apoyarlo tácitamente, la rebelión fue reprimida por las fuerzas otomanas después de unos meses.
La región de Himarë se levantó en armas en noviembre de 1912, en virtud del Spyros Spyromilios, durante la Guerra de los Balcanes, con ganas de unirse a Grecia y expulsar a las autoridades locales otomanas. En marzo de 1914, se firmó el "Protocolo de Corfú", que estableció la República Autónoma del norte de Epiro, de la que formaba parte Himarë, aunque la región seguía siendo formalmente parte del estado recién formado de Albania. Durante la Primera Guerra Mundial, Himarë estuvo bajo administración griega (desde octubre de 1914 hasta septiembre de 1916) y luego fue ocupada por Italia. Los italianos utilizaron prisioneros de guerra austro-húngaros para construir una carretera que atraviesa Himarë, que redujo considerablemente el aislamiento de la región.
Más tarde, Himarë fue ocupada de nuevo por los italianos como parte de la invasión italiana de Albania. El ejército italiano fascista fue expulsado por el ejército griego durante la Guerra greco-italiana de 1940-41, y Himarë se unió de nuevo, de forma breve, a Grecia, hasta la invasión alemana en 1941.